# Tristanackordet

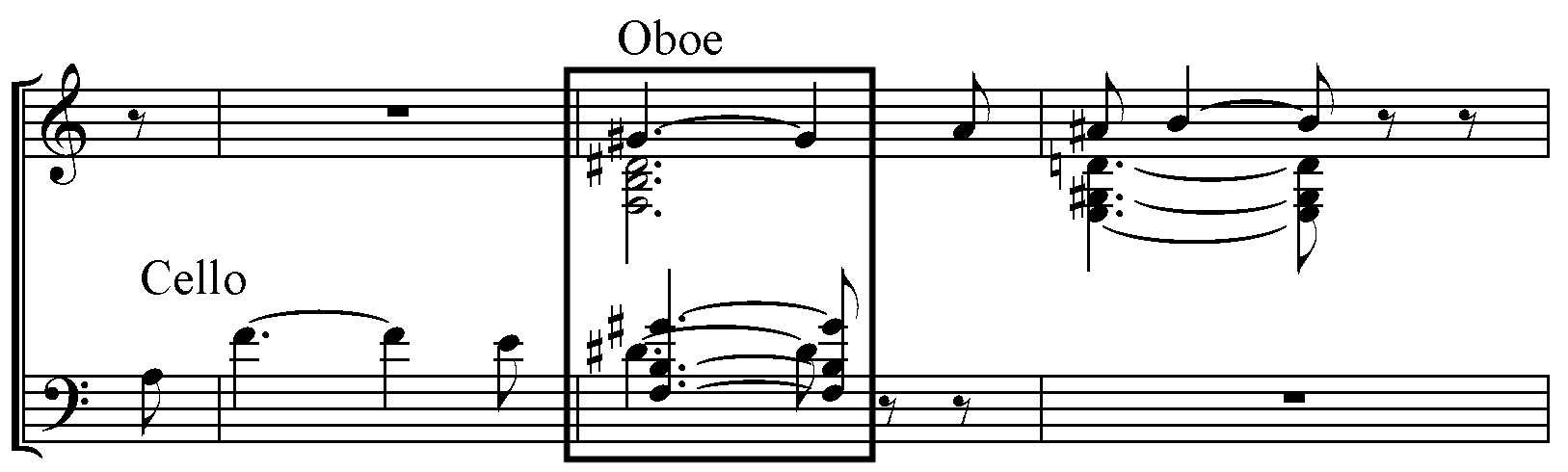
NB 1, Tristan und Isolde, Akt I, T. 1–3

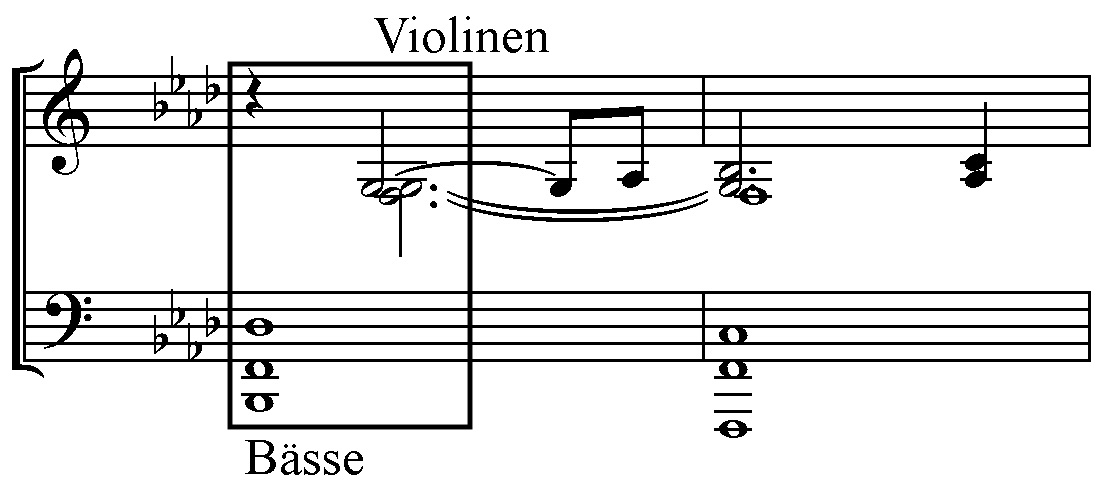
NB 2, Tristan und Isolde, Akt III, T. 1–2

Tristanackordet är ett ackord som används som huvudklang i Richard Wagners musikdrama Tristan och Isolde, som hade premiär 1865. Den hörs för första gången i den andra takten i förspelet till akt I i cello och träblås, där den utgör avslutningen på cellomeloldin och början på oboemelodin (NB 1). En variant hörs i början av akt III i stråkarna (NB 2). Den består av tonerna F, B, D♯ och G♯. Mer allmänt hänvisar termen till alla ackord som består av samma intervall: förstärkt kvart, förstärkt sext och förstärkt nona ovanför en baston.
På grund av sin harmoniska transparens undgår ackordet fortfarande en enkel eller allmänt accepterad tolkning. Det har alltid gjorts mycket olika försök att tolka den i termer av funktionell harmoni. Dess mångtydighet är också typisk för den extremt kromatiska och tonalt ostadiga harmoniken i Tristanpartituret, där Ernst Kurth såg en kris för den romantiska harmoniken.

## Bakgrund
Tonerna i Tristanackordet är inte ovanliga; De kunde stuvas om harmoniskt för att bilda ett vanligt halvförminskat septimaackord. Det som utmärker Tristanackordet är dess ovanliga förhållande till omgivningens underförstådda tonart.
Motivet återkommer också i takterna 6, 10 och 12, flera gånger senare i verket, och i slutet av sista akten.
Martin Vogel pekar på "ackordet" i tidigare verk av Guillaume de Machaut, Carlo Gesualdo, J. S. Bach, Mozart, Beethoven eller Louis Spohr som i följande exempel från första satsen i Beethovens Pianosonat nr 18:
Ackordet återfinns i flera verk av Chopin, från så tidigt som 1828, i Pianosonaten i c-moll, opus 4 och hans Scherzo nr 1, komponerad 1830. Det är först i sena verk som klangliga tvetydigheter liknande Wagners uppstår, som i A-mollpreludium opus 28 nr 2 och den postumt utgivna Mazurka i f-moll opus 68 nr 4.
Tristanackordets betydelse ligger i dess rörelse bort från traditionell tonal harmoni och till och med mot atonalitet. Med detta ackord provocerade Wagner faktiskt fram den musikaliska harmonins klang eller struktur till att bli mer dominerande än dess funktion, ett begrepp som snart utforskades av Debussy och andra. För att citera Robert Erickson: "Tristanackordet är bland annat ett identifierbart ljud, en enhet bortom sina funktionella kvaliteter i en tonal organisation".

## Analys
Mycket har skrivits om Tristanackordets eventuella harmoniska funktioner eller stämledning och motivet har tolkats på olika sätt. Även om Tristanackordet harmoniskt motsvarar det halvt förminskade septimackordet F7 (F-A-A-C-E♭♭♭), kan Tristanackordet också tolkas på många sätt. Nattiez skiljer mellan funktionella och icke-funktionella analyser av ackordet.

### Funktionella analyser
Funktionalanalyser har tolkat ackordet i tonarten a-moll på många sätt:
- Ackordet är ett förhöjt sextackord, närmare bestämt ett franskt sextackord, F-B-D-A♯, med tonen G♯ som hörs som en appoggiatura som upplöses till A. (Teoretiker debatterar roten till franska sjätte ackord.) Den harmoniska funktionen som en dominant är intakt, med ackordet som går över till V7. Observera att i den här bilden är G# som matchar uppåt till A den 2:a av 3 på varandra följande accentuerade dissonanser som löses upp med ett halvt steg. Alfred Lorenz och andra tolkar det mer allmänt som ett utökat sextackord F–A–D♯,[9][10][11][12] baserat efter Hugo Riemann enligt principen att det bara finns tre ackordfunktioner: tonisk, dominant och dominant.
- Roten är den andra skalgraden, B.[13][14][15][16]
- Roten är den fjärde skalgraden, D. Arend tolkar den som "ett modifierat moll septimackord"[17]

F–B–D♯–G♯ → F–C♭–E♭–A♭ → F–B–D–A = D–F–A
- Ackordet är en sekundär dominant, V/V, och därmed också med en rot på B.[18][19][20] Detta gynnar den femte rörelsen från B till E, och ser ackordet som ett septimackord med sänkt kvint (B–D♯(D♮)–F♯–A).

Vincent d'Indy analyserade ackordet som ett IV-ackord enligt Riemanns transcendenta princip (som Serge Gut formulerade det: "den mest klassiska successionen i världen: tonisk, dominerande, dominant") och avvisar idén om en tillagd "sänkt septim", eliminerar "alla artificiella, dissonanta toner, som enbart uppstår från rösternas melodiska rörelse, och därför är främmande för ackordet." finner att Tristanackordet "inte är mer än en dominant i tonarten A, kollapsad i sig själv melodiskt, den harmoniska progressionen representerad sålunda:
Ljuduppspelning stöds inte i din webbläsare. Du kan Ladda ner ljudfilen
Célestin Deliège ser G♯ som en appoggiatura till A och beskriver att
Till slut är bara en upplösning godtagbar, en som tar den subdominanta graden som ackordets rot, vilket ger oss, vad tonlogiken beträffar, den mest plausibla tolkningen ... denna tolkning av ackordet bekräftas av dess senare framträdanden i förspelets första takt: IV 6-ackordet förblir konstant; Toner som är främmande för det ackordet varierar.}}
Enligt Jacques Chailley, som diskuterar Dommel-Diény och Gut, "har den sina rötter i ett enkelt dominantackord i a-moll [E-dur], som inkluderar två appoggiaturas lösta på normalt sätt". Enligt detta synsätt är det alltså inte ett ackord utan ett föregripande av det dominanta ackordet i takt tre. Chailley skrev en gång:
Tristans kromatik, grundad i appoggiaturas och passerande noter, representerar tekniskt och andligt en höjdpunkt av spänning. Jag har aldrig kunnat förstå hur den befängda idén att Tristan skulle kunna göras till prototypen för en atonalitet grundad på förstörelse av all spänning skulle ha kunnat vinna trovärdighet. Detta var en idé som spreds under Schönbergs (knappast oegennyttiga) auktoritet, till den grad att Alban Berg kunde citera Tristanackordet i sin "Lyrisk svit", som ett slags hommage till en föregångare till atonalitet. Denna egendomliga föreställning skulle inte ha kunnat göras annat än som en följd av en förstörelse av de normala analytiska reflexerna, vilket ledde till en konstlad isolering av ett aggregat som delvis bestod av främmande noter, och att betrakta det - en abstraktion ur sitt sammanhang - som en organisk helhet. Efter detta blir det lätt att övertyga naiva läsare om att en sådan samling undgår klassificering i termer av läroböcker i harmonilära.
Fred Lerdahl presenterar alternativa tolkningar av Tristanmotivet, antingen som i ii♯643 [fransk sext: F–B–D♯–A] V7 eller som VI (iv) (vii♯64♯2) [ ändrad pre-dominant: F–B–D♯–G♯] V7, båda i a-moll, och drar slutsatsen att även om båda tolkningarna har stark förväntan eller attraktion, att versionen med G♯ är den starkare progressionen.

### Icke-funktionella analyser
Icke-funktionella analyser baseras på struktur (snarare än funktion) och karakteriseras som vertikala karakteriseringar eller linjära analyser.
Vertikala karakteriseringar inkluderar att tolka ackordets rot som på den sjunde graden (VII), i f-moll♯.
Linjära analyser inkluderar Noske och Schenker, vilka var de första som analyserade motivet helt och hållet genom melodiska överväganden. Schenker och senare Mitchell jämför Tristanackordet med en dissonant kontrapunktisk gest från e-mollfugan i Bachs Das wohltemperierte Klavier, Bok I.
William Mitchell, som betraktar Tristanackordet ur ett Schenkerianskt perspektiv, ser inte G♯:et som en appoggiatura eftersom den melodiska linjen (G-A-A-B♯♯) stiger upp till B, vilket gör A till en övergående ton. Denna uppstigning med en liten ters speglas av den fallande linjen (F-E-D-D♯), en nedstigning med en liten ters, vilket gör D♯, liksom A♯, till en appoggiatura. Detta gör ackordet till ett förminskat septimackord (G♯–B–D–F).
Serge Gut hävdar att "om man i huvudsak fokuserar på melodisk rörelse ser man hur dess dynamiska kraft skapar en känsla av en appoggiatura varje gång, det vill säga i början av varje takt, vilket skapar en stämning som är både febrig och spänd ... Sålunda hörs i sopranmotivet G♯ och A♯ som appoggiaturas, som F och D♯ i det ursprungliga motivet." Ackordet är alltså ett mollackord med en utökad sext (D-F-A-B) på fjärde graden (IV), även om det alstras av melodiska vågor.
Allen Forte identifierar först ackordet som en atonal uppsättning, 4-27 (halvförminskat septimackord), sedan "väljer han att placera detta övervägande i en sekundär, till och med tertiär position jämfört med den mest dynamiska aspekten av den inledande musiken, vilket helt klart är den storskaliga stigande rörelse som utvecklas i den övre stämman, i sin helhet en linjär projektion av Tristan-ackordet transponerat till nivå tre, g♯′–b′–d"–f♯".
Arnold Schönberg beskriver det som ett "vandrande ackord [vagierender Akkord]... det kan komma från var som helst".

### Mayrbergers åsikt
Efter att ha sammanfattat ovanstående analyser hävdar Nattiez att Tristanackordet är a-moll, och att analyser som säger att tonarten är E-dur eller E-moll♭ är "felaktiga". Han prioriterar analyser av ackordet som på andra graden (II). Han tillhandahåller sedan en av Wagner godkänd analys, den av den tjeckiske professorn Carl Mayrberger som "sätter strängen på andra graden och tolkar G♯:et som en appoggiatura. Men framför allt anser Mayrberger att attraktionen mellan E och den riktiga basen F är av största vikt, och kallar Tristanackordet för ett Zwitterakkord (ett tvetydigt, hybrid, eller möjligen bisexuellt eller androgynt, ackord), vars F styrs av tonarten a-moll och D♯ av tonarten e-moll."

## Tristanackordet som ett "Leitklang"
I motsats till uppfattningen att Tristanackordet är ett ledmotiv används termen "Leitklang" inom forskningen.
Begreppet Leitklang ligger dock nära begreppet ledmotiv, eftersom det endast skiljer sig från ledmotivet genom linjäriteten. En viktig poäng med båda termerna är att något är styrt. Detta ger dock upphov till en konflikt, eftersom det till en början inte är klart vad som styrs av Tristanackordet. En tes är att ledmotiven i Wagners verk endast kan urskiljas tydligt i Nibelungens ring, medan de i andra verk utesluts genom motsättningar mellan motiven och sångarnas text. Detta verkar dock inte vara fallet för Tristanackordet, eftersom det inte nödvändigtvis korrelerar med något textrelaterat. Referensen kan snarare relateras till Wagners "urscen". Den lyder: "Kärlekens längtan efter försoning i döden" och löper på en metanivå genom många av Wagners verk. Denna urscen visar också Wagners filosofiska åsikter, som starkt återspeglas psykologiskt och filosofiskt i hans verk.

## Musikhistorisk betydelse
Av särskilt intresse med tanke på harmonins historiska utveckling är de kreativa och banbrytande olika fortsättningarna av Tristanackordet under hela verkets gång, liksom inbäddningen i operans högspända kromatiska växlingsstil. Till exempel uppträder ackordet ofta med samma tonhöjder, men enharmoniskt förändrade (t.ex. "f, b, eb, a-dur" eller "f, ces, e-flat, a-dur") och i olika tonala och harmoniska miljöer, vilket också gör analysen av början ännu svårare. Tristanackordet är således ett slags symbol för senromantisk harmonik, som sedan dess har förlorat mer och mer av sitt stöd och sin bindande kraft till tonikan, tills det slutligen runt 1910 kommer till en fullständig förändring till atonalitet.
Det är också betydelsefullt ur musikhistorisk synvinkel att Tristanackordet kännetecknas av sin praktiskt taget obefintliga strävande effekt. Den hörs inte som en dominant med en sextupplösning, eftersom upplösningen i septiman endast hörs som en kromatisk passage (eftersom detta bara är en åttondelston). Men som subdominant är den inte heller övertygande. Till en början står den utan riktning, tills progressionen som leder till det dominanta "E" avslöjar det tonala sammanhanget i a-moll.
En annan aspekt som ofta förbises i Tristandiskussionen är det faktum att Tristanackordet i sig självt inte har någon upplösningsriktning (det är just det som gör det tvetydigt), utan snarare att den dominant som det leder till inte längre hörs som en dissonans med en absolut nödvändig upplösning. Lyssnaren uppfattar denna dominant mer som en upplösning än som ett ackord som ska upplösas. Det som Arnold Schönberg senare kallade "dissonansens frigörelse" äger alltså rum här, vilket sedan ledde till kompositionsstilar i början av 1900-talet där dissonanserna inte längre har några strävande effekter alls i konventionell mening.

## Tristanackordet hos andra kompositörer
Christian Thielemann, musikchef för Festspelen i Bayreuth 2015–20, diskuterade Tristanackordet i sin bok Mitt liv med Wagner: ackordet "är lösenordet, chiffret för all modern musik. Det är ett ackord som inte anpassar sig till någon tonart, ett ackord på gränsen till dissonans", och "Tristanackordet strävar inte efter att upplösas i den närmaste konsonansen, som den klassiska harmoniteorin kräver; [den] är tillräcklig i sig själv, precis som Tristan och Isolde är tillräckliga för sig själva och endast känner sin kärlek." Tristanackordet, som Wagner själv citerade i Mästersångarna i Nürnberg, är tillräckligt känt för att ha parodierats och citerats av ett antal senare musiker:

### Senare påverkan
- Edvard Grieg använder ackordet (transponerat till d-g-sharp-his-e-sharp', med en motsvarande – om än avbruten av giss – upplösning till fiss") i ett av sina Lyriska stycken ("Volksweise" op. 12 nr 5, takt 15 och 31, vardera på taktslag 3).
- Antonín Dvořák använder den i sin mässa i D-dur op. 86 (Credo m. 219).
- Max Reger, Variationer op. 73 för orgel, sista ackordet i 9:e variationen
- Aleksandr Skrjabin använder ackordet flera gånger i första satsen av sin 4:e pianosonat.
- Debussy inkluderar ackordet i en tonsättning av frasen je suis triste i sin opera Pelléas et Mélisande.[46] Debussy citerar också skämtsamt de inledande takterna i Wagners opera flera gånger i "Golliwoggs Cakewalk" ur pianosviten Children's corner.[47]
- Louis Vierne, 24 Pièces en style libre pour orgue, Nr. 10 Reverie, Takt 5–7 u.ö.
- Alban Berg citerar honom i den sista satsen i sin Lyrisk svit och flera gånger vid en avgörande punkt i sin opera Lulu.
- Benjamin Britten åberopar det slugt i Albert Herring när Sid och Nancy spetsar Alberts lemonad och sedan, när han dricker det, löper ackordet "amok genom orkestern och återkommer vanvördigt för att ackompanjera hans hicka".[48]
- Hanns Eisler använder det flera gånger i sitt arbete.
- Paul Lansky baserade det harmoniska innehållet i sitt första elektroniska stycke, mild und leise (1973), på Tristanackordet.[49]
- Radiohead samplade stycket i låten "Idioteque".
- Bernard Herrmann inkorporerade ackordet i sin musik till En studie i brott (1958) och Tender is the Night (1962).
- På senare tid har den amerikanske tonsättaren och humoristen Peter Schickele skapat en tango kring Tristans förspel, ett kammarverk för fyra fagotter med titeln Last Tango in Bayreuth.[50]
- Den brasilianske dirigenten och kompositören Flavio Chamis skrev Tristan Blues, en komposition baserad på Tristanackordet. Verket, för munspel och piano, spelades in på CD:n Especiaria, utgiven i Brasilien av skivbolaget Biscoito Fino.[51]
- Den New York-baserade tonsättaren Dalit Warshaws berättande konsert för piano och orkester, Conjuring Tristan, använder Tristanackordet för att utforska teman i Thomas Manns roman Tristan genom Wagners musik.[52]
- Förspelet till Wagners opera används på en framträdande plats i filmen Melancholia 2011 av Lars von Trier.[53]

### Tidigare förekomster
- I Antonio Salieris operaproduktion återkommer Tristanackordet flera gånger. Till exempel i takt 24 i arian Son queste le speranze från operan Axur, re d'Ormus (där dock transponerad: c-g-flat-b-eb)
- I Joseph Haydns Stråkkvartett i C-dur, opus 54 nr 2 från 1788, förekommer ackordet (om än i en enharmoniskt förväxlad form f-b-e-flat) i menuettens trio (takt 66f.). Georg Feder beskriver det som "ett av de mest vemodiga ackord som förekommer i Haydns kvartetter".[54]
- Beethoven använder också detta ackord harmoniskt i sin Ess-dur Pianosonat, opus 31 nr 3 från 1802 i takterna 35–42:

Till skillnad från Wagner orsakar den funktionella klassificeringen i en kadenskurs inga problem här. Det är en omvänd form av den subdominanta Ass-molltreklangen med fransk sext, som kan relateras till Ess-moll som tonika, som till och med förekommer i sin ursprungliga form i början av det musikaliska exemplet. Beethoven behandlar ackordets "e-moll" som en dissonans och upplöser det till "d". Men eftersom upplösningsackordet i sig är ett dissonansackord (förminskat septimackord i en dominant funktion), kan det inte vara fråga om någon "upplösning" i ordets egentliga bemärkelse, särskilt som den tonika som förväntas som avslutning av kadensen saknas. Beethoven lämnar detta dissonansackord oupplöst totalt fyra gånger, två gånger transponerat till ess-moll och två gånger till f-moll. Detta exempel bevisar att "dissonansens frigörelse" inte börjar med Wagner, även om den är särskilt starkt förfäktad av honom.
- Franz Schuberts Lied Dass sie hier worden D 775 skrevs omkring 1823. Den börjar med fyra transponerade Tristanackord i omvänd ordning. Tristanackorden upplöses i förminskade septimackord. Detta skapar en tonal obestämdhet som varar i 12 takter. Hemtonarten i C-dur förbereds först i takt 13 av det dominanta septimackordet och nås slutligen i takt 14. Ett annat exempel på den citerade "dissonansens frigörelse" långt före Wagner.
- Frédéric Chopin använde ackordet (om än med ett ess istället för ett f) i exakt samma position som vid sitt första framträdande med Wagner redan 1831 i sin Ballad nr 1 i g-moll, takt 124.
- I Robert Schumanns Konsert för violoncell opus 129 från 1850 återfinns samma ackord med följande identiska upplösning i takt 11, fördelad mellan solocellon och orkesterstämmorna.